# SAS Umkhonto
Pour les articles homonymes, voir Umkhonto.
Le SAS Umkhonto (numéro de coque S98), anciennement SAS Emily Hobhouse, est le deuxième des trois sous-marins de classe Daphné construits en France pour la marine sud-africaine. Sa quille a été posée en décembre 1968. Il a été lancé le 24 octobre 1969 et mis en service le 26 février 1971 dans la marine sud-africaine, sous le commandement du lieutenant commander Lambert Jackson « Woody » Woodburne. Le sous-marin a été mis hors service en 2003 et mis au rebut en 2008.

## Nom du navire
Les premiers navires de la classe Daphné de la marine française ont reçu des noms féminins, et la marine sud-africaine a suivi cette tradition. Le sous-marin a été baptisé SAS Emily Hobhouse en l’honneur de Emily Hobhouse, une humanitaire et philanthrope britannique qui a révélé les conditions atroces dans lesquelles la population afrikaner non combattante était traitée dans certains camps de concentration britanniques où ils étaient emprisonnés pendant la guerre des Boers en Afrique du Sud.
À partir de 1994, avec la fin de l’apartheid en Afrique du Sud, les navires portant les noms de personnalités sud-africaines européennes ont été renommés, et le navire est devenu SAS Umkhonto, Umkhonto est le mot zoulou pour lance.

## Historique
En 1972, le SAS Emily Hobhouse, sous le commandement du lieutenant-colonel Lambert Jackson Woodburne, débarque des troupes des forces spéciales, dirigées par le commandant Jan Breytenbach, près de Dar es Salam. L’équipe des forces spéciales a placé des explosifs sur un pont, à côté de lignes électriques et d’autres cibles autour de la ville. Alors qu’il faisait route vers le lieu de rendez-vous fixé pour la récupération de l’équipe, le sous-marin a accroché un filet de pêche et a coulé le bateau de pêche en traînant le filet.
Le 17 février 1982, le SAS Emily Hobhouse faisait partie d’un exercice de cours de commandement d’officiers de sous-marins qui a eu lieu à 80 milles marins (150 km) au large de Cape Point. Sa mission était de passer à travers l’écran de sécurité fourni par les frégates SAS President Kruger et SAS President Pretorius, et de simuler une attaque sur le pétrolier ravitailleur SAS Tafelberg, que les frégates protégeaient, comme les convois de l’époque de la Seconde Guerre mondiale. La mer agitée causait des perturbations sur les écrans radar et la manœuvre s’est terminée par une collision à 4 h 23 du matin entre le Tafelberg et le President Kruger. Le Tafelberg a subi des dommages mineurs, mais le President Kruger a fait naufrage le matin du 18 février, avec la perte de 16 vies. Le SAS Umkhonto a été désarmé en 2003 et mis au rebut en 2008.